# 애로-드브뢰 모형
수리경제학에서 애로-드브뢰 모형(영어: Arrow–Debreu model)은 이론적인 일반균형 모형이다. 이 모형은 특정 경제적 가정(볼록 선호, 완전 경쟁, 수요 독립성) 하에, 경제의 모든 상품에 대해 총공급이 총수요와 같아지는 가격 집합이 존재해야 한다고 가정한다.
이 모형은 일반 (경제) 균형 이론의 중심이며, 다른 미시경제학 모형의 일반적인 참조로 사용된다. 이 모형은 케네스 애로, 제라르 드브뢰가 1954년에 제안했으며, 라이오넬 W. 맥켄지도 1954년에 독립적으로 제안했고, 1959년에 추가 개선이 이루어졌다.
A-D 모형은 경쟁 경제의 가장 일반적인 모형 중 하나이며, 경제의 일반균형 (또는 발라스 균형)의 존재를 증명하는 데 사용될 수 있으므로 일반균형이론의 중요한 부분이다. 일반적으로 많은 균형이 존재할 수 있다.
애로(1972)와 드브뢰(1983)는 모형 개발로 각각 노벨 경제학상을 수상했다. 그러나 맥켄지는 수상하지 못했다.

## 공식적인 진술
두 정리 [후생경제학의 기본 정리]의 내용은 경제학의 오래된 믿음이었다. 애로와 드브뢰는 최근 증명을 가능하게 하는 기법으로 이 문제를 다루었다.
 — 제라르 드브뢰, 평가 균형 및 파레토 최적 (1954)
이 진술은 정확하게 옳다. 한때 믿음이 있었고, 이제는 지식이 생겼다.

『가치 이론』에서 전달된 애로-드브뢰 모형은 기본적인 사고방식을 바꾸었고 빠르게 가격 이론의 표준 모형이 되었다. 이는 재무, 국제 무역, 공공 재정, 운송, 심지어 거시경제학에서도 "벤치마크" 모형이다... 비교적 짧은 시간에 그것은 더 이상 마셜, 힉스, 새뮤얼슨에서 "그대로"가 아니었다. 오히려 『가치 이론』에서 "그대로"가 되었다.
 — 휴고 손넨샤인, 드브뢰 컨퍼런스, 버클리, 2005년 발언
이 섹션은에 제시된 내용을 따르며, 이는에 기반한다.

### 애로-드브뢰 모형의 직관적 설명
애로-드브뢰 모형은 경제를 가계, 생산자, 시장의 세 가지 종류의 행위자 조합으로 모델링한다. 가계와 생산자는 시장과 거래하지만 서로 직접 거래하지는 않는다.
가계는 원래 가지고 있던 상품 묶음인 부존자원(endowments)을 소유하는데, 이를 "유산"으로 생각할 수 있다. 수학적 명확성을 위해 모든 가계는 처음에 모든 부존자원을 시장에 팔아야 한다. 만약 일부 부존자원을 유지하고 싶다면, 나중에 시장에서 다시 구매해야 한다. 부존자원은 노동 시간, 토지 이용, 옥수수 톤 등일 수 있다.
가계는 생산자에 대한 비례적인 소유권을 가지는데, 이는 주식회사로 생각할 수 있다. 생산자 {\displaystyle j}가 얻은 이윤은 각 가계가 생산자 {\displaystyle j}에 대해 소유하고 있는 주식의 비율에 따라 가계에 분배된다. 소유권은 초기부터 부과되며, 가계는 이를 판매하거나 구매하거나 생성하거나 폐기할 수 없다.
가계는 부존자원 판매 수입과 생산자 이윤으로부터의 배당을 통해 예산을 받는다. 가계는 상품 묶음에 대한 선호를 가지며, 주어진 가정 하에 이는 가계를 효용 극대화자로 만든다. 가계는 예산을 사용하여 감당할 수 있는 가장 높은 효용을 가진 소비 계획을 선택한다.
생산자는 상품 묶음을 다른 상품 묶음으로 변환할 수 있다. 생산자는 별도의 효용 함수를 가지지 않는다. 대신, 그들은 모두 순전히 이윤 극대화자이다.
시장은 시장 가격 벡터를 "선택"할 수 있을 뿐이며, 이는 각 상품의 가격 목록으로, 모든 생산자와 가계가 이를 수용한다 (협상 행동은 없다—모든 생산자와 가계는 가격수용자이다). 시장은 효용이나 이윤을 가지지 않는다. 대신, 시장은 각 가계와 생산자가 자신의 효용과 이윤을 극대화하더라도, 그들의 소비 및 생산 계획이 "조화를 이루도록" 시장 가격 벡터를 선택하는 것을 목표로 한다. 즉, "시장이 청산된다". 다시 말해, 시장은 "발라스 경매인"의 역할을 수행한다.
| 가계                                        | 생산자                                     |
| ------------------------------------------- | ------------------------------------------ |
| 부존자원 및 생산자 소유권 획득              |                                            |
| 모든 부존자원 시장에 판매                   |                                            |
|                                             | 이윤 극대화를 위한 생산 계획               |
|                                             | 시장과 생산자 간의 구매 계약 체결          |
|                                             | 생산 계획 실행                             |
|                                             | 모든 것을 시장에 판매                      |
|                                             | 모든 이윤을 소유권 비율에 따라 가계에 송금 |
| 예산 제약 하에 효용 극대화를 위한 소비 계획 |                                            |
| 계획된 소비를 시장에서 구매                 |                                            |

### 표기법 설정
일반적으로 우리는 행위자의 지수를 위첨자로 쓰고 벡터 좌표 지수를 아래첨자로 쓴다.

#### 실수 벡터에 유용한 표기법
- {\displaystyle x\succeq y} (만약 {\displaystyle \forall n,x_{n}\geq y_{n}}).
- {\displaystyle \mathbb {R} _{+}^{N}}는 {\displaystyle x\succeq 0}인 {\displaystyle x}의 집합이다.
- {\displaystyle \mathbb {R} _{++}^{N}}는 {\displaystyle x\succ 0}인 {\displaystyle x}의 집합이다.
- {\displaystyle \Delta _{N}=\left\{x\in \mathbb {R} ^{N}:x_{1},...,x_{N}\geq 0,\sum _{n\in 1:N}x_{n}=1\right\}}는 N-단체이다. 우리는 때때로 가격 벡터를 여기에 놓도록 스케일링하기 때문에 이를 가격 단체라고 부른다.

#### 시장
- 상품은 {\displaystyle n\in 1:N}으로 색인된다. 여기서 {\displaystyle N}은 경제 내 상품의 수이다. 이는 유한한 수이다.
- 가격 벡터 {\displaystyle p=(p_{1},...,p_{N})\in \mathbb {R} _{++}^{N}}는 길이 {\displaystyle N}의 벡터이며, 각 좌표는 상품의 가격이다. 가격은 0 또는 양수일 수 있다.

#### 가계
- 가계는 {\displaystyle i\in I}로 색인된다.
- 각 가계는 상품의 부존자원 {\displaystyle r^{i}\in \mathbb {R} _{+}^{N}}을 가지고 시작한다.
- 각 가계는 생산자에 대한 소유권 {\displaystyle \alpha ^{i,j}\geq 0}의 튜플을 가지고 시작한다. 소유권은 {\displaystyle \sum _{i\in I}\alpha ^{i,j}=1\quad \forall j\in J}를 만족한다.
- 가계가 받는 예산은 시장 가격으로 부존자원을 판매하여 얻는 수입과 생산자 소유권으로부터의 이윤의 합이다.

{\displaystyle M^{i}(p)=\langle p,r^{i}\rangle +\sum _{j\in J}\alpha ^{i,j}\Pi ^{j}(p)}
({\displaystyle M}은 돈을 의미한다)
- 각 가계는 소비 가능 집합 {\displaystyle CPS^{i}\subset \mathbb {R} _{+}^{N}}을 가진다.
- 각 가계는 {\displaystyle CPS^{i}}에 대한 선호 관계 {\displaystyle \succeq ^{i}}를 가진다.
- {\displaystyle \succeq ^{i}}에 대한 가정(다음 섹션에서 제시)에 따라, 각 선호 관계는 드브뢰 정리에 의해 효용 함수 {\displaystyle u^{i}:CPS^{i}\to [0,1]}로 표현 가능하다. 따라서 선호도를 극대화하는 대신, 가계가 효용을 극대화한다고 동등하게 진술할 수 있다.
- 소비 계획은 {\displaystyle CPS^{i}}의 벡터이며, {\displaystyle x^{i}}로 표기된다.
- {\displaystyle U_{+}^{i}(x^{i})}는 {\displaystyle x^{i}}만큼 또는 그 이상으로 선호되는 소비 계획의 집합이다.
- 예산 집합은 감당할 수 있는 소비 계획의 집합이다.

{\displaystyle B^{i}(p)=\{x^{i}\in CPS^{i}:\langle p,x^{i}\rangle \leq M^{i}(p)\}}
- 각 가격 벡터 {\displaystyle p}에 대해 가계는 상품에 대한 수요 벡터 {\displaystyle D^{i}(p)\in \mathbb {R} _{+}^{N}}를 가진다. 이 함수는 제약 극대화 문제의 해로 정의된다. 이는 경제와 초기 분포 모두에 의존한다.

{\displaystyle D^{i}(p):=\arg \max _{x^{i}\in B^{i}(p)}u^{i}(x^{i})}
이는 모든 {\displaystyle p\in \mathbb {R} _{++}^{N}}에 대해 잘 정의되지 않을 수 있다. 그러나 균형 가격 벡터에서 잘 정의되도록 충분한 가정을 사용할 것이다.

#### 생산자
- 생산자는 {\displaystyle j\in J}로 색인된다.
- 각 생산자는 생산 가능 집합 {\displaystyle PPS^{j}}를 가진다. 공급 벡터는 양수 및 음수 좌표를 모두 가질 수 있다. 예를 들어, {\displaystyle (-1,1,0)}은 상품 1을 1단위 사용하여 상품 2를 1단위 생산하는 생산 계획을 나타낸다.
- 생산 계획은 {\displaystyle PPS^{j}}의 벡터이며, {\displaystyle y^{j}}로 표기된다.
- 각 가격 벡터 {\displaystyle p}에 대해 생산자는 상품에 대한 공급 벡터 {\displaystyle S^{j}(p)\in \mathbb {R} ^{N}}를 가진다. 이 함수는 제약 극대화 문제의 해로 정의된다. 이는 경제와 초기 분포 모두에 의존한다.

{\displaystyle S^{j}(p):=\arg \max _{y^{j}\in PPS^{j}}\langle p,y^{j}\rangle }
이는 모든 {\displaystyle p\in \mathbb {R} _{++}^{N}}에 대해 잘 정의되지 않을 수 있다. 그러나 균형 가격 벡터에서 잘 정의되도록 충분한 가정을 사용할 것이다.
- 이윤은

{\displaystyle \Pi ^{j}(p):=\langle p,S^{j}(p)\rangle =\max _{y^{j}\in PPS^{j}}\langle p,y^{j}\rangle }

#### 총량
- 총 소비 가능 집합 {\displaystyle CPS=\sum _{i\in I}CPS^{i}}.
- 총 생산 가능 집합 {\displaystyle PPS=\sum _{j\in J}PPS^{j}}.
- 총 부존자원 {\displaystyle r=\sum _{i}r^{i}}
- 총 수요 {\displaystyle D(p):=\sum _{i}D^{i}(p)}
- 총 공급 {\displaystyle S(p):=\sum _{j}S^{j}(p)}
- 초과 수요 {\displaystyle Z(p)=D(p)-S(p)-r}

#### 전체 경제
- 경제는 튜플 {\displaystyle (N,I,J,CPS^{i},\succeq ^{i},PPS^{j})}이다. 이는 상품, 소비자 선호, 소비 가능 집합, 생산자의 생산 가능 집합을 명시하는 튜플이다.
- 초기 분포를 가진 경제는 경제와 함께 초기 분포 튜플 {\displaystyle (r^{i},\alpha ^{i,j})_{i\in I,j\in J}}를 가진 경제이다.
- 경제의 상태는 각 가계 및 생산자에 대한 가격, 소비 계획 및 생산 계획의 튜플이다. {\displaystyle ((p_{n})_{n\in 1:N},(x^{i})_{i\in I},(y^{j})_{j\in J})}.
- 상태가 실현 가능한 것은 각 {\displaystyle x^{i}\in CPS^{i}}, 각 {\displaystyle y^{j}\in PPS^{j}}이고, {\displaystyle \sum _{i\in I}x^{i}\preceq \sum _{j\in J}y^{j}+r}인 경우에 한한다.
- 주어진 부존자원 {\displaystyle r}에 대한 실현 가능한 생산 가능 집합은 {\displaystyle PPS_{r}:=\{y\in PPS:y+r\succeq 0\}}이다.
- 분포를 가진 경제가 주어졌을 때, 가격 벡터에 해당하는 상태 {\displaystyle p}는 {\displaystyle (p,(D^{i}(p))_{i\in I},(S^{j}(p))_{j\in J})}이다.
- 분포를 가진 경제가 주어졌을 때, 가격 벡터 {\displaystyle p}는 초기 분포를 가진 경제에 대한 균형 가격 벡터인 경우에 한해 다음이 성립한다.

{\displaystyle Z(p)_{n}{\begin{cases}\leq 0{\text{ if }}p_{n}=0\\=0{\text{ if }}p_{n}>0\end{cases}}}
즉, 상품이 무료가 아니면 공급이 수요와 정확히 일치하고, 상품이 무료이면 공급이 수요보다 같거나 많다(무료 상품이 과잉 공급되는 것을 허용한다).
- 상태가 균형 상태인 것은 균형 가격 벡터에 해당하는 상태인 경우에 한한다.

### 가정
| 가정 | 설명                                                                        | 완화 가능성?                                                               |
| --- | --------------------------------------------------------------------------- | -------------------------------------------------------------------------- |
| {\displaystyle CPS^{i}}는 닫혀 있다. | 증명이 작동하는 데 필요한 기술적 가정.                                      | 아니오. 수요 함수 존재에 필수적이다.                                       |
| 국소 비포화(local nonsatiation): {\displaystyle \forall x\in CPS^{i},\epsilon >0,} {\displaystyle \exists x'\in CPS^{i},x'\succ ^{i}x,\\|x'-x\\|<\epsilon } | 가계는 항상 조금 더 소비하기를 원한다.                                      | 아니오. 발라스의 법칙이 성립하는 데 필수적이다.                            |
| {\displaystyle CPS^{i}}는 엄밀히 볼록하다. | 엄밀히 한계효용 체감                                                        | 예, 단순한 볼록성으로, 가쿠타니 고정점 정리와 함께. 다음 섹션 참조.        |
| {\displaystyle CPS^{i}}는 볼록하다. | 한계효용 체감                                                               | 예, 비볼록성으로, Shapley–Folkman lemma.                                   |
| 연속성: {\displaystyle U_{+}^{i}(x^{i})}는 닫혀 있다. | 드브뢰 정리에 의한 효용 함수 존재에 필요한 기술적 가정.                     | 아니오. 선호가 연속적이지 않으면 초과 수요 함수가 연속적이지 않을 수 있다. |
| {\displaystyle U_{+}^{i}(x^{i})}는 엄밀히 볼록하다. | 두 소비 묶음에 대해, 그 사이에 있는 어떤 묶음도 더 나은 것보다 낫다.        | 예, 단순한 볼록성으로, 가쿠타니 고정점 정리와 함께. 다음 섹션 참조.        |
| {\displaystyle U_{+}^{i}(x^{i})}는 볼록하다. | 두 소비 묶음에 대해, 그 사이에 있는 어떤 묶음도 더 나은 것보다 나쁘지 않다. | 예, 비볼록성으로, Shapley–Folkman lemma.                                   |
| 가계는 항상 적어도 하나의 실현 가능한 소비 계획을 가진다.                                                                                                   | 파산하지 않는다.                                                            | 아니오. 수요 함수 존재에 필수적이다.                                       |

| 가정                                                     | 설명                                    | 완화 가능성?                                                        |
| -------------------------------------------------------- | --------------------------------------- | ------------------------------------------------------------------- |
| {\displaystyle PPS^{j}}는 엄밀히 볼록하다.               | 규모의 비경제                           | 예, 단순한 볼록성으로, 가쿠타니 고정점 정리와 함께. 다음 섹션 참조. |
| {\displaystyle PPS^{j}}는 볼록하다.                      | 규모의 경제가 없다.                     | 예, 비볼록성으로, Shapley–Folkman lemma.                            |
| {\displaystyle PPS^{j}}는 0을 포함한다.                  | 생산자는 무료로 폐업할 수 있다.         |                                                                     |
| {\displaystyle PPS^{j}}는 닫힌 집합이다.                 | 증명이 작동하는 데 필요한 기술적 가정.  | 아니오. 공급 함수 존재에 필수적이다.                                |
| {\displaystyle PPS\cap \mathbb {R} _{+}^{N}}는 유계이다. | 임의로 큰 "무료 점심"은 없다.           | 아니오. 경제는 희소성이 필요하다.                                   |
| {\displaystyle PPS\cap (-PPS)}는 유계이다.               | 경제는 임의로 큰 변환을 되돌릴 수 없다. |                                                                     |

### 인위적인 제약 부과
함수 {\displaystyle D^{i}(p),S^{j}(p)}는 모든 가격 벡터 {\displaystyle p}에 대해 반드시 잘 정의되는 것은 아니다. 예를 들어, 생산자 1이 상품 1의 {\displaystyle t} 단위를 상품 2의 {\displaystyle {\sqrt {(t+1)^{2}-1}}} 단위로 변환할 수 있고, {\displaystyle p_{1}/p_{2}<1}인 경우, 생산자는 무한한 이윤을 가진 계획을 만들 수 있으므로 {\displaystyle \Pi ^{j}(p)=+\infty }가 되고 {\displaystyle S^{j}(p)}는 정의되지 않는다.
따라서 우리는 "제한된 시장"을 동일한 시장으로 정의하지만, 보편적인 상한 {\displaystyle C}가 존재하여 모든 생산자는 {\displaystyle \|y^{j}\|\leq C}인 생산 계획을 사용해야 한다. 각 가계는 {\displaystyle \|x^{i}\|\leq C}인 소비 계획을 사용해야 한다. 제한된 시장의 해당 양을 틸다로 표시한다. 예를 들어, {\displaystyle {\tilde {Z}}(p)}는 제한된 시장의 초과 수요 함수이다.
{\displaystyle C}는 경제에 대해 "충분히 크도록" 선택되어, 균형 조건 하에서 제약이 실제로 적용되지 않도록 한다 (다음 섹션 참조). 자세히 말하면, {\displaystyle C}는 다음과 같이 충분히 크게 선택된다.
- {\displaystyle x\succeq 0,\|x\|=C}인 어떤 소비 계획 {\displaystyle x}에 대해서도, 그 계획은 너무 "사치스러워서" 모든 생산자가 협력하더라도 수요를 충족시키기에는 역부족이다.
- 경제에 대한 생산 계획 목록 {\displaystyle (y^{j}\in PPS^{j})_{j\in J}}에 대해, 만약 {\displaystyle \sum _{j\in J}y^{j}+r\succeq 0}이라면, 각 {\displaystyle j\in J}에 대해 {\displaystyle \|y^{j}\|<C}이다. 즉, 주어진 부존자원 {\displaystyle r} 하에서 달성 가능한 생산 계획에 대해, 각 생산자의 개별 생산 계획은 제약 내부에 엄밀히 위치해야 한다.

각 요구사항은 만족될 수 있다.
- 달성 가능한 총 생산 계획의 집합을 {\displaystyle PPS_{r}=\left\{\sum _{j\in J}y^{j}:y^{j}\in PPS^{j}{\text{ for each }}j\in J,{\text{ and }}\sum _{j\in J}y^{j}+r\succeq 0\right\}}로 정의하면, 위에 주어진 생산자에 대한 가정(특히 "임의로 큰 무료 점심은 없다"는 가정) 하에, {\displaystyle PPS_{r}}는 어떤 {\displaystyle r\succeq 0}에 대해서도 유계이다(증명 생략). 따라서 첫 번째 요구사항은 만족된다.
- 달성 가능한 개별 생산 계획의 집합을 {\displaystyle PPS_{r}^{j}:=\{y^{j}\in PPS^{j}:y^{j}{\text{ is a part of some attainable production plan under endowment }}r\}}로 정의하면, 위에 주어진 생산자에 대한 가정(특히 "임의로 큰 변환은 없다"는 가정) 하에, {\displaystyle PPS_{r}^{j}}는 어떤 {\displaystyle j\in J,r\succeq 0}에 대해서도 유계이다(증명 생략). 따라서 두 번째 요구사항은 만족된다.

이 두 가지 요구사항은 생산 계획과 소비 계획이 제약의 "내부"에 있을 때, 제약이 실제 제약이 아니라는 것을 의미한다.
- 어떤 가격 벡터 {\displaystyle p}에서, 만약 {\displaystyle \|{\tilde {S}}^{j}(p)\|<C}이면, {\displaystyle S^{j}(p)}는 존재하며 {\displaystyle {\tilde {S}}^{j}(p)}와 같다. 즉, 제한된 생산자의 생산 계획이 인위적인 제약 내부에 있으면, 제한되지 않은 생산자는 동일한 생산 계획을 선택할 것이다. 이는 {\displaystyle C}에 대한 두 번째 요구사항을 이용하여 증명된다.
- 만약 모든 {\displaystyle S^{j}(p)={\tilde {S}}^{j}(p)}라면, 제한된 가계와 제한되지 않은 가계는 동일한 예산을 가진다. 이제, {\displaystyle \|{\tilde {D}}^{i}(p)\|<C} 또한 성립하면, {\displaystyle D^{i}(p)}는 존재하며 {\displaystyle {\tilde {D}}^{i}(p)}와 같다. 즉, 제한된 가계의 소비 계획이 인위적인 제약 내부에 있으면, 제한되지 않은 가계는 동일한 소비 계획을 선택할 것이다. 이는 {\displaystyle C}에 대한 첫 번째 요구사항을 이용하여 증명된다.

이 두 가지 명제는 제한된 시장의 균형이 제한되지 않은 시장의 균형임을 의미한다.
정리—만약 {\displaystyle p}가 제한된 시장의 균형 가격 벡터라면, 그것은 제한되지 않은 시장의 균형 가격 벡터이기도 하다. 또한, {\displaystyle {\tilde {D}}^{i}(p)=D^{i}(p),{\tilde {S}}^{j}(p)=S^{j}(p)}가 성립한다.

### 일반 균형의 존재
구성의 마지막 단계로 발라스의 법칙을 정의한다.
- 제한 없는 시장은 {\displaystyle p}에서 발라스의 법칙을 만족하는 경우에만 모든 {\displaystyle S^{j}(p),D^{i}(p)}가 정의되고, {\displaystyle \langle p,Z(p)\rangle =0}이다. 즉,

{\displaystyle \sum _{j\in J}\langle p,S^{j}(p)\rangle +\langle p,r\rangle =\sum _{i\in I}\langle p,D^{i}(p)\rangle }
- 제한된 시장은 {\displaystyle p}에서 발라스의 법칙을 만족하는 경우에만 {\displaystyle \langle p,{\tilde {Z}}(p)\rangle =0}이다.

발라스의 법칙은 양측에서 해석될 수 있다.
- 가계 측면에서는 총 가계 지출이 총 이윤 및 부존자원 판매 수입의 총합과 같다는 것을 의미한다. 즉, 모든 가계는 예산을 모두 소비한다.
- 생산자 측면에서는 총 이윤과 총 비용의 합이 총 수입과 같다는 것을 의미한다.

정리—{\displaystyle {\tilde {Z}}}는 약 발라스의 법칙을 만족한다: 모든 {\displaystyle p\in \mathbb {R} _{++}^{N}}에 대해,
{\displaystyle \langle p,{\tilde {Z}}(p)\rangle \leq 0}
그리고 만약 {\displaystyle \langle p,{\tilde {Z}}(p)\rangle <0}이면, 어떤 {\displaystyle n}에 대해 {\displaystyle {\tilde {Z}}(p)_{n}>0}이다.
총 초과 수요 값이 정확히 0이면, 모든 가계가 예산을 모두 소비한 것이다. 그렇지 않으면, 일부 가계는 예산의 일부만 소비하도록 제한된다. 따라서 해당 가계의 소비 묶음은 제약의 경계에 있으며, 즉 {\displaystyle \|{\tilde {D}}^{i}(p)\|=C}이다. 우리는 {\displaystyle C}를 (이전 섹션에서) 모든 생산자가 협력하더라도 수요를 충족시키기에는 역부족일 정도로 충분히 크게 선택했다. 결과적으로 {\displaystyle {\tilde {D}}^{i}(p)_{n}>{\tilde {S}}(p)_{n}+r_{n}}인 어떤 상품 {\displaystyle n}이 존재한다.
정리—제한된 시장에 대한 균형 가격 벡터가 존재하며, 이 시점에서 제한된 시장은 발라스의 법칙을 만족한다.
정의에 따르면, {\displaystyle p}가 제한된 시장의 균형 가격 벡터라면, 그 시점에서 제한된 시장은 발라스의 법칙을 만족한다.
모든 {\displaystyle {\tilde {S}}^{j},{\tilde {D}}^{i}}가 연속적이므로 {\displaystyle {\tilde {Z}}}도 연속적이다.
가격 단체에 대한 함수 {\displaystyle f(p)={\frac {\max(0,p+\gamma {\tilde {Z}}(p))}{\sum _{n}\max(0,p_{n}+\gamma {\tilde {Z}}(p)_{n})}}}을 정의한다. 여기서 {\displaystyle \gamma }는 고정된 양의 상수이다.
약 발라스 법칙에 의해 이 함수는 잘 정의된다. 브라우어르 고정점 정리에 의해 고정점을 가진다. 약 발라스 법칙에 의해 이 고정점은 시장 균형이다.
위 증명은 어떤 균형을 찾는 반복적인 알고리즘을 제공하지 않는다. 왜냐하면 함수 {\displaystyle f}가 축약 사상임을 보장할 수 없기 때문이다. 이는 추가적인 가정 없이는 어떤 시장 균형도 안정적인 균형임을 보장할 수 없으므로 놀라운 일이 아니다.
따름 정리—제한 없는 시장에 대한 균형 가격 벡터가 존재하며, 이 시점에서 제한 없는 시장은 발라스의 법칙을 만족한다.

### 볼록성의 역할

볼록한 단위 원판의 4분의 1 회전은 점 (0,0)을 고정시키지만, 비볼록한 단위원 위의 모든 점은 움직인다.

1954년, 맥켄지와 애로 및 드브뢰는 각각 콤팩트하고 볼록한 집합에서 자기 자신으로의 연속적인 다가 함수의 고정점에 대한 가쿠타니 사상을 이용하여 일반 균형의 존재를 독립적으로 증명했다. 애로-드브뢰 접근 방식에서 볼록성은 필수적인데, 그러한 고정점 정리는 비볼록 집합에 적용될 수 없기 때문이다. 예를 들어, 단위원을 90도 회전하면 고정점이 없지만, 이 회전은 콤팩트 집합의 연속적인 변환이다. 비록 콤팩트하지만 단위원은 비볼록이다. 반면, 단위 원의 볼록 폐포에 동일한 회전을 적용하면 점 (0,0)은 고정된다. 가쿠타니 정리가 정확히 하나의 고정점만 존재한다고 주장하는 것은 아님에 유의하라. y축에 대해 단위 원판을 반사하면 수직 세그먼트가 고정되어 무한히 많은 고정점을 갖는다.

### 대규모 경제에서의 비볼록성
볼록성 가정은 많은 응용을 배제했으며, 이는 1959년부터 1961년까지 프랜시스 M. 베이터, M. J. 패럴, 찰링 코프만스, 토마스 J. 로텐버그에 의해 『Journal of Political Economy』에서 논의되었다. Ross M. Starr (1969)는 일부 소비자 선호가 볼록할 필요가 없는 경우에도 경제 균형의 존재를 증명했다. 그의 논문에서 Starr는 "볼록화된" 경제가 원래 경제의 "준균형"에 가깝게 근사되는 일반 균형을 가진다는 것을 증명했다. Starr의 증명은 Shapley–Folkman 정리를 사용했다.

### 우자와 등가 정리
(우자와, 1962)는 발라스의 법칙을 충족하는 연속적인 초과 수요 함수로 특징지어지는 경제에서 일반 균형의 존재가 브라우어르 고정점 정리와 동등함을 보여주었다. 따라서 균형이 일반적으로 존재함을 보여주는 데 브라우어르 고정점 정리의 사용은 필수적이다.

### 후생경제학의 기본 정리
후생경제학에서 하나의 가능한 관심사는 경제를 위한 파레토 최적 계획을 찾는 것이다.
직관적으로, 후생경제학의 문제는 경제 전체를 위한 마스터 플래너가 직면하는 문제로 생각할 수 있다. 사회 전체의 초기 부존자원 {\displaystyle r}이 주어졌을 때, 플래너는 생산 및 소비 계획의 실현 가능한 마스터 플랜 {\displaystyle ((x^{i})_{i\in I},(y^{j})_{j\in J})}을 선택해야 한다. 마스터 플래너는 마스터 플랜을 선택하는 데 넓은 자유를 가지지만, 합리적인 플래너라면 누구의 효용도 감소시키지 않으면서 누군가의 효용을 증가시킬 수 있다면 그것이 더 나은 계획이라는 데 동의할 것이다. 즉, 파레토 순서를 따라야 한다.
모든 계획 {\displaystyle ((x^{i})_{i\in I},(y^{j})_{j\in J})}에 대한 파레토 순서를 {\displaystyle ((x^{i})_{i\in I},(y^{j})_{j\in J})\succeq ((x'^{i})_{i\in I},(y'^{j})_{j\in J})}로 정의한다. 이는 모든 {\displaystyle i\in I}에 대해 {\displaystyle x^{i}\succeq ^{i}x'^{i}}인 경우에 한한다.
그러면, 어떤 계획이 초기 부존자원 {\displaystyle r}에 대해 파레토 효율적이라고 말하는 것은, 그것이 실현 가능하고, 파레토 순서에서 엄밀히 더 나은 다른 실현 가능한 계획이 존재하지 않는 경우에 한한다.
일반적으로, 각 초기 부존자원 {\displaystyle r}에 대해 연속적인 파레토 효율적 계획의 집합이 존재한다.
이러한 설정에서, 우리는 후생경제학의 두 가지 기본 정리를 가지고 있다.
후생경제학의 제1기본정리—어떤 시장 균형 상태도 파레토 효율적이다.
가격 초평면은 달성 가능한 생산과 파레토적으로 더 나은 소비를 분리한다. 즉, 초평면 {\displaystyle \langle p^{*},q\rangle =\langle p^{*},D(p^{*})\rangle }는 {\displaystyle r+PPS_{r}}과 {\displaystyle U_{++}}를 분리한다. 여기서 {\displaystyle U_{++}}는 모든 {\displaystyle \sum _{i\in I}x'^{i}}의 집합으로, {\displaystyle \forall i\in I,x'^{i}\in CPS^{i},x'^{i}\succeq ^{i}x^{i}}이고, {\displaystyle \exists i\in I,x'^{i}\succ ^{i}x^{i}}를 만족한다. 즉, 이는 엄밀히 파레토적으로 더 나은 모든 가능한 소비 계획의 집합이다.
달성 가능한 생산은 가격 초평면의 아래쪽에 있고, 파레토적으로 더 나은 소비는 가격 초평면의 위쪽에 엄밀히 있다. 따라서 어떤 파레토적으로 더 나은 계획도 달성 불가능하다.
- 어떤 파레토적으로 더 나은 소비 계획도 모든 가계에 대해 적어도 같은 비용이 들고, 적어도 한 가계에 대해 더 많은 비용이 들어야 한다.
- 어떤 달성 가능한 생산 계획도 모든 생산자에 대해 적어도 같은 이윤이 나야 한다.

후생경제학의 제2기본정리—어떤 총 부존자원 {\displaystyle r}에 대해서도, 그 부존자원을 사용하여 달성 가능한 모든 파레토 효율적인 상태에 대해, 주어진 상태가 어떤 가격 벡터 {\displaystyle p\in \mathbb {R} _{++}^{N}}에 대한 시장 균형 상태가 되도록 하는 부존자원 {\displaystyle \{r^{i}\}_{i\in I}}의 분포와 생산자에 대한 사적 소유권 {\displaystyle \{\alpha ^{i,j}\}_{i\in I,j\in J}}이 존재한다.
증명 아이디어: 모든 파레토 최적 소비 계획은 달성 가능한 소비 계획 집합과 초평면으로 분리된다. 이 초평면의 기울기는 균형 가격이 된다. 이러한 가격 하에서 각 생산자와 가계가 주어진 상태를 최적으로 간주하는지 확인한다. 발라스의 법칙이 성립하고, 따라서 지출이 수입과 이윤에 정확히 일치하며, 각 가계에 정확히 필요한 예산을 제공하는 것이 가능함을 확인한다.
상태가 달성 가능하므로, {\displaystyle \sum _{i\in I}x^{i}\preceq \sum _{j\in J}y^{j}+r}이다. 등식은 반드시 성립하지 않으므로, 달성 가능한 총 소비 집합을 {\displaystyle V:=\{r+y-z:y\in PPS,z\succeq 0\}}로 정의한다. {\displaystyle V}에 있는 총 소비 묶음은 달성 가능하며, 밖에 있는 것은 불가능하다.
시장 가격 {\displaystyle p}를 찾는다.
{\displaystyle U_{++}}를 모든 {\displaystyle \sum _{i\in I}x'^{i}}의 집합으로 정의한다. 여기서 {\displaystyle \forall i\in I,x'^{i}\in CPS^{i},x'^{i}\succeq ^{i}x^{i}}이고, {\displaystyle \exists i\in I,x'^{i}\succ ^{i}x^{i}}이다. 즉, 이는 엄밀히 파레토적으로 더 나은 모든 가능한 소비 계획의 총량 집합이다. 각 {\displaystyle CPS^{i}}가 볼록하고, 각 선호가 볼록하므로, 집합 {\displaystyle U_{++}}도 볼록하다.
이제, 상태가 파레토 최적이므로, 집합 {\displaystyle U_{++}}는 주어진 부존자원으로 달성 불가능해야 한다. 즉, {\displaystyle U_{++}}는 {\displaystyle V}와 서로소이다. 두 집합 모두 볼록이므로, 그들 사이에 분리 초평면이 존재한다.
초평면을 {\displaystyle \langle p,q\rangle =c}로 정의한다. 여기서 {\displaystyle p\in \mathbb {R} ^{N},p\neq 0}이고, {\displaystyle c=\sum _{i\in I}\langle p,x^{i}\rangle }이다. 부호는 {\displaystyle \langle p,U_{++}\rangle \geq c}와 {\displaystyle \langle p,r+PPS\rangle \leq c}가 되도록 선택한다.
주장: {\displaystyle p\succ 0}.
그렇지 않다고 가정하면, {\displaystyle p_{n}<0}인 어떤 {\displaystyle n\in 1:N}이 존재한다. 그러면 {\displaystyle \langle p,r+0-ke_{n}\rangle >c} (만약 {\displaystyle k}가 충분히 크다면)이지만, {\displaystyle r+0-ke_{n}\in V}이기도 하므로 모순이다.
구성상 {\displaystyle \langle p,\sum _{i\in I}x^{i}\rangle =c}이고, {\displaystyle \langle p,V\rangle \leq c}이다. 이제 우리는 다음을 주장한다. {\displaystyle \langle p,U_{++}\rangle >c}.
각 가계 {\displaystyle i}에 대해, {\displaystyle U_{+}^{i}(x^{i})}를 {\displaystyle x^{i}}보다 적어도 좋은 {\displaystyle i}의 소비 계획 집합으로 하고, {\displaystyle U_{++}^{i}(x^{i})}를 {\displaystyle x^{i}}보다 엄밀히 좋은 {\displaystyle i}의 소비 계획 집합으로 한다.
{\displaystyle \succeq ^{i}}의 국소 비포화에 의해, 닫힌 반공간 {\displaystyle \langle p,q\rangle \geq \langle p,x^{i}\rangle }는 {\displaystyle U_{+}^{i}(x^{i})}를 포함한다.
{\displaystyle \succeq ^{i}}의 연속성에 의해, 열린 반공간 {\displaystyle \langle p,q\rangle >\langle p,x^{i}\rangle }는 {\displaystyle U_{++}^{i}(x^{i})}를 포함한다.
이들을 모두 더하면, 열린 반공간 {\displaystyle \langle p,q\rangle >c}가 {\displaystyle U_{++}}를 포함함을 알 수 있다.
주장 (발라스의 법칙): {\displaystyle \langle p,r+\sum _{j}y^{j}\rangle =c=\langle p,\sum _{i}x^{i}\rangle }
생산이 달성 가능하므로, {\displaystyle r+\sum _{j}y^{j}\succeq \sum _{i}x^{i}}이고, {\displaystyle p\succ 0}이므로, {\displaystyle \langle p,r+\sum _{j}y^{j}\rangle \geq \langle p,\sum _{i}x^{i}\rangle }이다.
분리 초평면의 구성에 의해, {\displaystyle \langle p,r+\sum _{j}y^{j}\rangle \leq c=\langle p,\sum _{i}x^{i}\rangle }도 성립하므로, 등식이 성립한다.
주장: 가격 {\displaystyle p}에서 각 생산자 {\displaystyle j}는 {\displaystyle y^{j}}에서 이윤을 극대화한다.
어떤 생산자 {\displaystyle j}가 더 높은 이윤 {\displaystyle \langle p,y'^{j}\rangle >\langle p,y^{j}\rangle }을 달성할 수 있는 생산 계획 {\displaystyle y'^{j}}가 존재한다고 가정하면,
{\displaystyle \langle p,r\rangle +\sum _{j\in J}\langle p,y'^{j}\rangle >\langle p,r\rangle +\sum _{j\in J}\langle p,y^{j}\rangle =c}
그러나 그러면 {\displaystyle r+PPS}에 있는 점이 분리 초평면의 다른 쪽에 있게 되어, 우리의 구성에 위배된다.
주장: 가격 {\displaystyle p}와 예산 {\displaystyle \langle p,x^{i}\rangle }에서 가계 {\displaystyle i}는 {\displaystyle x^{i}}에서 효용을 극대화한다.
그렇지 않다고 가정하면, {\displaystyle x'^{i}\succ ^{i}x^{i}}이고 {\displaystyle \langle p,x'^{i}\rangle \leq \langle p,x^{i}\rangle }인 어떤 {\displaystyle x'^{i}}가 존재한다. 그러면, 총 소비 묶음 {\displaystyle q':=\sum _{i'\in I,i'\neq i}x^{i}+x'^{i}}를 고려한다. 이는 {\displaystyle U_{++}}에 속하지만, {\displaystyle \langle p,q'\rangle \leq \sum \langle p,x^{i}\rangle =c}도 만족한다. 그러나 이는 {\displaystyle \langle p,U_{++}\rangle >c}라는 이전 주장과 모순된다.
발라스의 법칙에 의해, 총 부존자원 수입과 이윤은 총 지출과 정확히 일치한다. 각 가계 {\displaystyle i}가 정확히 {\displaystyle \langle p,x^{i}\rangle }를 예산으로 얻도록 분배하는 것이 남았다. 이는 자명하다.
이를 위한 탐욕 알고리즘은 다음과 같다. 먼저 상품 1의 모든 부존자원을 가계 1에 분배한다. 가계 1이 모든 부존자원을 분배하기 전에 예산을 충족할 수 있다면, 가계 2로 넘어간다. 그렇지 않다면, 상품 2의 모든 부존자원을 분배하기 시작하는 식으로 진행한다. 생산자 소유권도 마찬가지이다.

### 볼록성 대 엄밀 볼록성
엄밀 볼록성의 가정은 볼록성으로 완화될 수 있다. 이 수정은 공급 및 수요 함수를 점 값 함수에서 집합 값 함수(또는 "대응")로 변경하고, 브라우어르 고정점 정리의 적용을 가쿠타니 고정점 정리로 변경한다.
이 수정은 최소극대 정리를 내시 균형의 존재로 일반화하는 것과 유사하다.
후생경제학의 두 가지 기본 정리는 수정 없이 성립한다.
| 엄밀 볼록한 경우                                        | 볼록한 경우                                                                                    |
| ------------------------------------------------------- | ---------------------------------------------------------------------------------------------- |
| {\displaystyle PPS^{j}}는 엄밀히 볼록하다.              | {\displaystyle PPS^{j}}는 볼록하다.                                                            |
| {\displaystyle CPS^{i}}는 엄밀히 볼록하다.              | {\displaystyle CPS^{i}}는 볼록하다.                                                            |
| {\displaystyle \succeq ^{i}}는 엄밀히 볼록하다.         | {\displaystyle \succeq ^{i}}는 볼록하다.                                                       |
| {\displaystyle {\tilde {S}}^{j}(p)}는 점 값 함수이다.   | {\displaystyle {\tilde {S}}^{j}(p)}는 집합 값 함수이다.                                        |
| {\displaystyle {\tilde {S}}^{j}(p)}는 연속이다.         | {\displaystyle {\tilde {S}}^{j}(p)}는 폐쇄 그래프를 가진다("위 반연속").                       |
| {\displaystyle \langle p,{\tilde {Z}}(p)\rangle \leq 0} | 어떤 {\displaystyle z\in {\tilde {Z}}(p)}에 대해서도 {\displaystyle \langle p,z\rangle \leq 0} |
| ...                                                     | ...                                                                                            |
| 균형은 브라우어르 고정점 정리에 의해 존재한다.          | 균형은 가쿠타니 고정점 정리에 의해 존재한다.                                                   |

### 균형 대 "준균형"
시장 균형의 정의는 모든 가계가 예산 제약 하에 효용 극대화를 수행한다고 가정한다. 즉,
{\displaystyle {\begin{cases}\max _{x^{i}}u^{i}(x^{i})\\\langle p,x^{i}\rangle \leq M^{i}(p)\end{cases}}}
쌍대 문제는 효용 제약 하에 비용 최소화가 된다. 즉,
{\displaystyle {\begin{cases}u^{i}(x^{i})\geq u_{0}^{i}\\\min _{x^{i}}\langle p,x^{i}\rangle \end{cases}}}
어떤 실수 {\displaystyle u_{0}^{i}}에 대해. 두 문제 사이의 쌍대성 간극은 음수가 아니며 양수일 수 있다. 결과적으로, 일부 저자는 쌍대 문제와 그 "준균형" (또는 "보상 균형")의 속성을 연구한다. 모든 균형은 준균형이지만, 그 역은 반드시 참이 아니다.

## 확장

### 전략적 협상 고려
이 모형에서 모든 생산자와 가계는 "가격수용자"이다. 즉, 그들은 시장과 가격 벡터 {\displaystyle p}를 사용하여 거래한다. 특히, 카르텔, 독점, 소비자 연합 등의 행동은 모델링되지 않는다. 에지워스 한계 정리는 특정 더 강력한 가정 하에, 가계가 무한히 큰 경제의 한계에서 가격을 수용하는 것보다 더 잘할 수 없음을 보여준다.

#### 설정
자세히 말하면, 우리는 가계와 생산자에 대한 경제 모형을 계속 유지하지만, 상품의 생산 및 분배를 설계하는 다른 방법을 시장 경제와는 다르게 고려한다. 이는 "사회주의" 경제의 모형으로 해석될 수 있다.
- 돈, 시장, 생산자의 사적 소유가 없다.
- 사적 소유, 돈, 이윤 동기를 폐지했으므로, 생산자 간의 구별은 무의미하다. 결과적으로, 각 생산자가 개별적으로 {\displaystyle y^{j}\in PPS^{j}}를 계획하는 대신, 마치 사회 전체가 하나의 큰 생산자가 {\displaystyle y\in PPS}를 생산하는 것과 같다.
- 가계는 여전히 동일한 선호와 부존자원을 가지지만, 더 이상 예산을 가지지 않는다.
- 생산자는 이윤이 없으므로 이윤 극대화를 위해 생산하지 않는다. 모든 가계는 함께 모여 다음 제약 조건을 가진 전체 경제에 대한 생산 및 소비 계획인 상태 {\displaystyle ((x_{i})_{i\in I},y)}를 만든다.

{\displaystyle x^{i}\in CPS^{i},y\in PPS,y\succeq \sum _{i}(x^{i}-r^{i})}
- 가계의 비어 있지 않은 하위 집합은 다른 모든 가계를 제거하고 생산자에 대한 통제권을 유지할 수 있다.

이 경제는 각 가계를 플레이어로 하는 협력 게임이며, 협력 게임 이론에서 다음과 같은 개념이 있다.
- 블로킹 연합은 비어 있지 않은 가계의 하위 집합으로, 다른 모든 가계를 제거하더라도 엄밀히 파레토적으로 더 나은 계획이 존재하는 경우를 말한다.
- 상태가 핵심 상태인 것은 블로킹 연합이 없는 경우에 한한다.
- 경제의 핵심은 핵심 상태의 집합이다.

가계의 비어 있지 않은 하위 집합이 다른 모든 가계를 제거하고 생산자에 대한 통제권을 유지할 수 있다고 가정했으므로, 실행될 수 있는 유일한 상태는 핵심 상태이다. 핵심 상태가 아닌 상태는 즉시 가계 연합에 의해 거부될 것이다.
{\displaystyle PPS}에 대한 한 가지 가정이 더 필요하다. 즉, {\displaystyle PPS}가 원뿔이라는 것이다. 즉, 어떤 {\displaystyle k\geq 0}에 대해서도 {\displaystyle k\cdot PPS\subset PPS}이다. 이 가정은 경제가 사소해지는 두 가지 방식을 배제한다.
- 공짜 점심의 저주: 이 모델에서 전체 {\displaystyle PPS}는 비어 있지 않은 연합, 심지어 단일 연합에게도 제공된다. 결과적으로, 아무도 부존자원을 가지고 있지 않더라도 {\displaystyle PPS}가 어떤 "공짜 점심" {\displaystyle y\succ 0}을 포함한다면 (선호도가 단조롭다고 가정할 때), 모든 가계는 {\displaystyle y} 전체를 자기 것으로 가져가기를 원할 것이고, 결과적으로 핵심 상태는 *존재하지 않는다*. 직관적으로, 세상의 모습은 이기적인 사람들로 구성된 위원회가 모든 공짜 점심을 자기에게 주지 않는 계획을 거부하는 그림이다.
- 성장의 한계: 2가지 상품이 있는 사회를 생각해 보자. 하나는 "노동"이고 다른 하나는 "식량"이다. 가계는 노동만 부존자원으로 가지지만, 식량만 소비한다. {\displaystyle PPS}는 평평한 상단이 있는 경사면처럼 보인다. 따라서 0-1천 시간의 노동을 투입하면 0-1천 kg의 식량을 선형적으로 생산하지만, 더 많은 노동은 식량을 생산하지 않는다. 이제 각 가계가 1천 시간의 노동을 부존자원으로 가지고 있다고 가정해 보자. 각 가계는 항상 {\displaystyle PPS} 전체를 자기 것으로 사용하는 것이 더 좋으므로, 즉시 다른 모든 가계를 차단할 것이 분명하다.

#### 주요 결과 (드브뢰와 스카프, 1963)
명제—시장 균형은 핵심 상태이다.
가격 초평면을 {\displaystyle \langle p,q\rangle =\langle p,\sum _{j}y^{j}\rangle }로 정의한다. 이는 {\displaystyle PPS}의 지지 초평면이고, {\displaystyle PPS}는 볼록 원뿔이므로, 가격 초평면은 원점을 통과한다. 따라서 {\displaystyle \langle p,\sum _{j}y^{j}\rangle =\langle p,\sum _{i}x^{i}-r^{i}\rangle =0}이다.
{\displaystyle \sum _{j}\langle p,y^{j}\rangle }는 총 이윤이며, 모든 생산자는 최소한 0의 이윤을 낼 수 있으므로 (즉, {\displaystyle 0\in PPS^{j}} ), 이는 모든 생산자에 대해 이윤이 정확히 0임을 의미한다. 결과적으로, 모든 가계의 예산은 부존자원 판매에서만 나온다.
{\displaystyle \langle p,x^{i}\rangle =\langle p,r^{i}\rangle }
효용 극대화에 의해, 모든 가계는 이미 할 수 있는 만큼 최대한 하고 있다. 결과적으로, {\displaystyle \langle p,U_{++}^{i}(x^{i})\rangle >\langle p,r^{i}\rangle }이다.
특히, 어떤 연합 {\displaystyle I'\subset I}과 파레토적으로 더 나은 생산 계획 {\displaystyle x'^{i}}에 대해,
{\displaystyle \sum _{i\in I'}\langle p,x'^{i}\rangle >\sum _{i\in I'}\langle p,r^{i}\rangle }
이 성립하며, 결과적으로 점 {\displaystyle \sum _{i\in I'}x'^{i}-r^{i}}는 가격 초평면 위에 놓여 달성 불가능하게 만든다.
드브뢰와 스카프의 논문에서 그들은 "가계 복제"를 통해 무한히 큰 경제에 접근하는 특정 방법을 정의했다. 즉, 어떤 양의 정수 {\displaystyle K}에 대해, 가계 {\displaystyle i}와 정확히 동일한 소비 가능 집합과 선호를 가진 {\displaystyle K}개의 가계가 있는 경제를 정의한다.
{\displaystyle x^{i,k}}는 가계 {\displaystyle i}의 {\displaystyle k}번째 복제의 소비 계획을 나타낸다. 계획이 공평하다는 것은 어떤 {\displaystyle i\in I}와 {\displaystyle k,k'\in K}에 대해 {\displaystyle x^{i,k}\sim ^{i}x^{i,k'}}인 경우에 한한다.
일반적으로, 상태는 각 복제를 다르게 취급하여 상당히 복잡할 것이다. 그러나 핵심 상태는 훨씬 더 간단하다. 즉, 모든 복제를 동등하게 취급하여 공평하다.
명제—모든 핵심 상태는 공평하다.
"약자 연합"을 사용한다.
핵심 상태 {\displaystyle x^{i,k}}를 고려한다. 평균 분포를 {\displaystyle {\bar {x}}^{i}:={\frac {1}{K}}\sum _{k\in K}x^{i,k}}로 정의한다.
이는 달성 가능하므로, {\displaystyle K\sum _{i}({\bar {x}}^{i}-r^{i})\in PPS}이다.
불평등이 존재한다고 가정하면, 즉 일부 {\displaystyle x^{i,k}\succ ^{i}x^{i,k'}}이라면, 선호의 볼록성에 의해 {\displaystyle {\bar {x}}^{i}\succ ^{i}x^{i,k'}}이다. 여기서 {\displaystyle k'}는 유형 {\displaystyle i}에서 가장 불공평하게 대우받는 가계이다.
이제 각 유형에서 가장 불공평하게 대우받는 가계로 구성된 "약자 연합"을 정의하고, 그들은 {\displaystyle {\bar {x}}^{i}}에 따라 분배할 것을 제안한다. 이는 연합에게 파레토적으로 더 나으며, {\displaystyle PP}가 원뿔형이므로 {\displaystyle \sum _{i}({\bar {x}}^{i}-r^{i})\in PPS}이므로 계획은 달성 가능하다. 모순이다.
결과적으로, 핵심 상태를 연구할 때, 각 유형의 가계에 대해 하나의 소비 계획만 고려하면 충분하다. 이제 {\displaystyle C_{K}}를 각 가계 유형당 {\displaystyle K}개의 복제가 있는 경제에 대한 모든 핵심 상태의 집합으로 정의한다. {\displaystyle C_{1}\supset C_{2}\supset \cdots }임은 명확하므로, 핵심 상태의 극한 집합 {\displaystyle C:=\cap _{K=1}^{\infty }C_{K}}를 정의할 수 있다.
우리는 {\displaystyle C}가 원래 경제의 시장 균형 집합을 포함한다는 것을 보았다. 역은 사소한 추가 가정 하에 참이다.
(드브뢰와 스카프, 1963)—만약 {\displaystyle PPS}가 다각형 원뿔이거나, 모든 {\displaystyle CPS^{i}}가 {\displaystyle \mathbb {R} ^{N}}에 대해 공집합이 아닌 내부를 가진다면, {\displaystyle C}는 원래 경제의 시장 균형 집합이다.
{\displaystyle PPS}가 다각형 원뿔이거나 모든 {\displaystyle CPS^{i}}가 공집합이 아닌 내부를 가진다는 가정은 "준균형"이라는 기술적인 문제를 피하기 위해 필요하다. 이 가정이 없으면, {\displaystyle C}가 준균형 집합에 포함된다는 것만 증명할 수 있다.

### 비볼록성 고려
생산 가능 집합이 볼록하다는 가정은 강한 제약이며, 이는 규모의 경제가 없음을 의미한다. 유사하게, 비볼록 소비 가능 집합과 비볼록 선호를 고려할 수 있다. 그러한 경우, 공급 및 수요 함수 {\displaystyle S^{j}(p),D^{i}(p)}는 가격 벡터에 대해 불연속적일 수 있으므로, 일반 균형이 존재하지 않을 수 있다.
그러나 경제를 "볼록화"하고 그에 대한 균형을 찾은 다음, Shapley–Folkman–Starr 정리에 의해 그것이 원래 경제에 대한 근사 균형임을 알 수 있다.
자세히 말하면, {\displaystyle PPS^{j},CPS^{i}}의 볼록성과 {\displaystyle \succeq ^{i}}를 제외하고 주어진 모든 가정을 만족하는 경제가 주어졌을 때, "볼록화된 경제"를 다음과 같이 정의한다.
- {\displaystyle PPS'^{j}=\mathrm {Conv} (PPS^{j})}
- {\displaystyle CPS'^{i}=\mathrm {Conv} (CPS^{i})}
- {\displaystyle x\succeq '^{i}y} (만약 {\displaystyle \forall z\in CPS^{i},y\in \mathrm {Conv} (U_{+}^{i}(z))\implies x\in \mathrm {Conv} (U_{+}^{i}(z))}).

여기서 {\displaystyle \mathrm {Conv} }는 볼록 폐포를 나타낸다.
이를 통해, 볼록화된 경제의 모든 일반 균형은 원래 경제의 근사 균형이 된다. 즉, {\displaystyle p^{*}}가 볼록화된 경제의 균형 가격 벡터라면,
{\displaystyle {\begin{aligned}d(D'(p^{*})-S'(p^{*}),D(p^{*})-S(p^{*}))&\leq N{\sqrt {L}}\\d(r,D(p^{*})-S(p^{*}))&\leq N{\sqrt {L}}\end{aligned}}}
여기서 {\displaystyle d(\cdot ,\cdot )}은 유클리드 거리이고, {\displaystyle L}은 모든 {\displaystyle PPS^{j},CPS^{i}}의 내부 반경에 대한 상한이다(내부 반경의 정의는 Shapley–Folkman–Starr 정리 페이지 참조).
볼록화된 경제는 가정을 만족하지 않을 수 있다. 예를 들어, 집합 {\displaystyle \{(x,0):x\geq 0\}\cup \{(x,y):xy=1,x>0\}}은 닫혀 있지만, 그 볼록 폐포는 닫혀 있지 않다. 볼록화된 경제도 가정을 만족한다는 추가 가정을 부과하면, 원래 경제는 항상 근사 균형을 가진다는 것을 알 수 있다.

### 시간, 공간, 불확실성 고려
애로-드브뢰 모형의 상품들은 완전히 추상적이다. 따라서 일반적으로 정적 시장으로 표현되지만, 상품 하나를 여러 개로 나누어 특정 시간, 장소, 고려 중인 세계의 상태에 따라 달라지도록 함으로써 시간, 공간, 불확실성을 모델링하는 데 사용할 수 있다. 예를 들어, "사과"는 "오렌지가 있다면 9월 뉴욕의 사과"와 "오렌지가 없다면 6월 시카고의 사과"로 나눌 수 있다.
일부 기본 상품이 주어졌을 때, 애로-드브뢰 완전 시장은 모든 미래 시간, 모든 인도 장소, 고려 중인 모든 세계 상태, 모든 기본 상품에 대해 별도의 상품이 존재하는 시장이다.
금융경제학에서 "애로-드브뢰"라는 용어는 일반적으로 애로-드브뢰 증권을 의미한다. 표준적인 애로-드브뢰 증권은 특정 세계 상태가 도달하면 한 단위의 기준화폐를 지불하고 그렇지 않으면 0을 지불하는 증권이다 (그러한 증권의 가격은 소위 "상태가격"이다). 따라서 계약일 현재 가치가 불확실한 기초 자산의 함수인 파생 상품 계약은 애로-드브뢰 증권의 선형 조합으로 분해될 수 있다.
1978년 브리든과 리첸버거의 연구 이후, 많은 연구자들이 금융경제학의 다양한 응용을 위해 옵션을 사용하여 애로-드브뢰 가격을 추출했다.

### 돈의 존재 고려
여기서는 화폐 이론이 제공되지 않으며, 경제는 교환 매개체 역할을 하는 재화의 도움 없이 작동한다고 가정한다.
 — 제라르 드브뢰, 가치 이론: 경제 균형에 대한 공리적 분석 (1959)
순수 이론가에게 현재 화폐의 가장 흥미롭고 도전적인 측면은 화폐가 애로-드브뢰 경제에서 자리를 찾을 수 없다는 점이다. 이러한 상황은 거시경제학자들에게도 상당한 중요성을 가져야 하지만, 드물게 그렇다.
 — 프랭크 한, 화폐 이론의 기초 (1987)
일반적으로 경제학자들은 화폐의 기능을 회계 단위, 가치 저장 수단, 교환 매개체, 지불 연기 표준으로 간주한다. 그러나 이는 위에서 설명한 애로-드브뢰 완전 시장과 양립할 수 없다. 완전 시장에서는 "시간의 시작"에 시장에서 단 한 번의 거래만 이루어진다. 그 후, 가계와 생산자는 시간의 끝까지 계획된 생산, 소비 및 상품 인도를 실행할 뿐이다. 결과적으로, 가치 저장 또는 교환 매개체는 필요 없다. 이는 애로-드브뢰 완전 시장뿐만 아니라 형태는 다르지만 수학적으로 동등한 모형(예: 우발적 상품 시장 및 애로 보험 계약을 포함하는 모형)에도 적용된다.

### 일반 균형 계산
스카프 (1967)는 일반 균형을 계산하는 최초의 알고리즘이었다. 검토는 스카프 (2018) 및 쿱러 (2012)를 참조하라.

### 균형의 수
특정 부존자원 벡터를 가진 특정 경제는 무한히 많은 균형 가격 벡터를 가질 수 있다. 그러나 "일반적으로", 경제는 유한한 수의 균형 가격 벡터만을 가진다. 여기서 "일반적으로"는 사드의 정리에서처럼 "르베그 측도 0인 닫힌 집합을 제외한 모든 점에서"를 의미한다.
그러한 일반성 정리는 많이 있다. 한 가지 예는 다음과 같다.
일반성—임의의 엄밀히 양의 부존자원 분포 {\displaystyle r^{1},...,r^{I}\in \mathbb {R} _{++}^{N}}와 임의의 엄밀히 양의 가격 벡터 {\displaystyle p\in \mathbb {R} _{++}^{N}}에 대해, 초과 수요 {\displaystyle Z(p,r^{1},...,r^{I})}를 이전과 같이 정의한다.
만약 모든 {\displaystyle p,r^{1},...,r^{I}\in \mathbb {R} _{++}^{N}}에 대해,
- {\displaystyle Z(p,r^{1},...,r^{I})}가 잘 정의되고,
- {\displaystyle Z}가 미분 가능하며,
- {\displaystyle \nabla _{p}Z}가 {\displaystyle (N-1)}의 랭크를 가진다면,

일반적으로 어떤 부존자원 분포 {\displaystyle r^{1},...,r^{I}\in \mathbb {R} _{++}^{N}}에 대해서도 유한한 수의 균형 {\displaystyle p^{*}\in \mathbb {R} _{++}^{N}}이 존재한다.
"균형 다양체"를 {\displaystyle Z=0}의 해 집합으로 정의한다. 발라스의 법칙에 의해 제약 조건 중 하나는 중복된다. {\displaystyle \nabla _{p}Z}가 랭크 {\displaystyle (N-1)}를 가진다는 가정에 의해 더 이상 중복되는 제약은 없다. 따라서 균형 다양체는 {\displaystyle N\times I} 차원을 가지며, 이는 엄밀히 양의 부존자원 분포 공간 {\displaystyle \mathbb {R} _{++}^{N\times I}}과 같다.
{\displaystyle Z}의 연속성에 의해, 사영은 닫혀 있다. 따라서 사드의 정리에 의해, 균형 다양체에서 {\displaystyle \mathbb {R} _{++}^{N\times I}}로의 사영은 측도 0인 집합을 제외한 모든 점에서 특이하다. 사영의 원상이 일반적으로 이산적일 뿐만 아니라 유한한지 확인하는 것이 남았다.

## 같이 보기
- 경제학 모델
- 불완전 시장
- 애로-드브뢰 교환 시장 - 가계(구매자이자 판매자 모두 가능)만 존재하고 생산자는 없는 더 간단한 시장 모형.
- 피셔 시장 - 구매자만 존재하는 훨씬 더 간단한 시장 모형. 각 상품의 총량이 주어지고 각 구매자는 통화 예산만 가지고 온다.
- 자산 가격 결정 문서 목록
- 금융경제학  § 기초 경제학

## 더 읽어보기
- Athreya, Kartik B. (2013). 〈The Modern Macroeconomic Approach and the Arrow–Debreu–McKenzie Model〉. 《Big Ideas in Macroeconomics: A Nontechnical View》. Cambridge: MIT Press. 11–46쪽. ISBN 978-0-262-01973-6.
- Geanakoplos, John (1987). 〈Arrow–Debreu model of general equilibrium〉. 《The New Palgrave: A Dictionary of Economics》 1. 116–124쪽.
- Takayama, Akira (1985). 《Mathematical Economics》 2판. London: Cambridge University Press. 255–284쪽. ISBN 978-0-521-31498-5.
- Düppe, Till (2012). 《Arrow and Debreu de-homogenized》. 《Journal of the History of Economic Thought》 34. 491–514쪽. CiteSeerX 10.1.1.416.2120. doi:10.1017/s1053837212000491. S2CID 15771197.